# Emil Bourgonjon
Emilius Alphonsius Franciscus (Emil) Bourgonjon (Brugge, 8 februari 1841 – Voorburg, 20 januari 1927) was een Belgisch beeldhouwer, werkzaam in Nederland.

## Leven en werk
Bourgonjon was een zoon van Franciscus Bourgonjon en Maria van Acker. Hij trouwde met Anna Margaretha Hubertina Léger (1850-1927). Zijn broer Louis en diens zoon Gerard Bourgonjon werden ook beeldhouwer.
Bourgonjon trok naar Nederland en maakte daar veelal beeldhouwwerken als gevelornamenten, waaronder meerdere portretmedaillons. Hij was atelierchef bij de firma van Pierre Cuypers en Frans Stolzenberg in Roermond en werd in 1880 zelfstandig beeldhouwer in Den Haag. Hij gaf meerdere jaren les aan de Haagse Academie.
De beeldhouwer overleed in zijn woonplaats Voorburg en werd begraven op de Begraafplaats Sint Petrus Banden in Den Haag.

## Werken
- Portretmedaillons rechtsgeleerden (1876-1883), Plein, Den Haag
- Hygieia (1883), gevelbeeld voormalig Hygiënisch-Pharmacologisch Laboratorium[2] aan de Broerstraat 9 in Groningen
- Portretmedaillons (1891) van een aantal professoren aan het Academiegebouw in Utrecht
- Negen leeuwen aan het stationsgebouw (1894), Stationsplein[3] in Nijmegen
- Leeuwtjes e.d. aan het Hoofdpostkantoor (1895) in Amsterdam, onder rijksbouwmeester Cornelis Peters
- Gevelversieringen woonhuis (1896), Smidswater 26, Den Haag
- Portretmedaillon Simon Stevin (1898), Raamstraat 47, Den Haag
- Weesmeisje en weesjongen, (4 delig, 4 gevels), (waarvan 2 oudere gedenkstenen) Gasthuishof, zijde Voorstraat, Katwijk aan Zee (1976), oorspronkelijk: weeshuis Voorstraat, 1903 in Katwijk.
- Gevelversieringen woonhuis W.B. van Liefland (1907), Bezuidenhoutseweg 3, Den Haag
- 2 griffioenen en een ‘garuda’ op de gevel van Huize Mellard (1908), Javastraat 2A, Den Haag

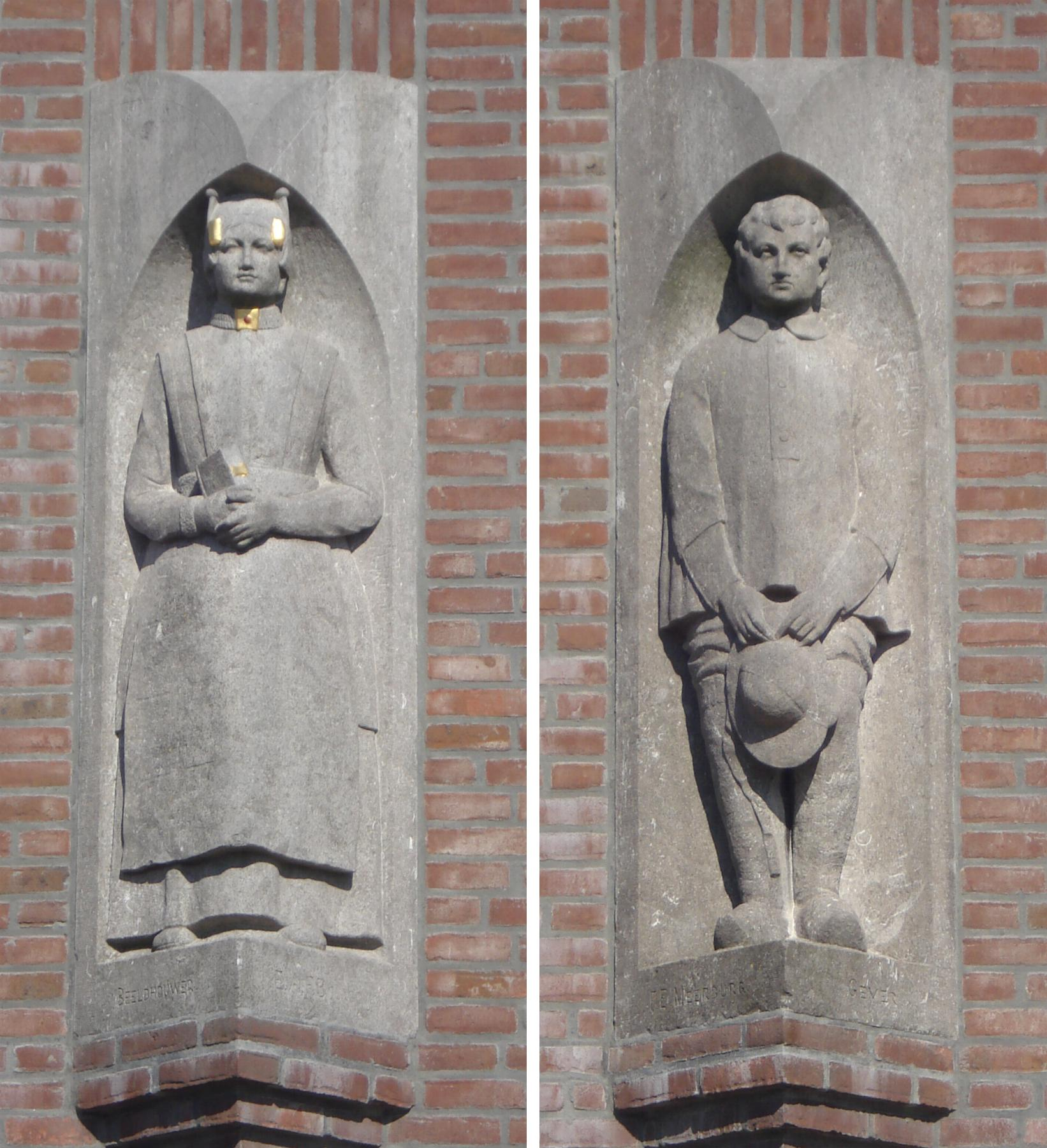
Weeskinderen in Katwijk
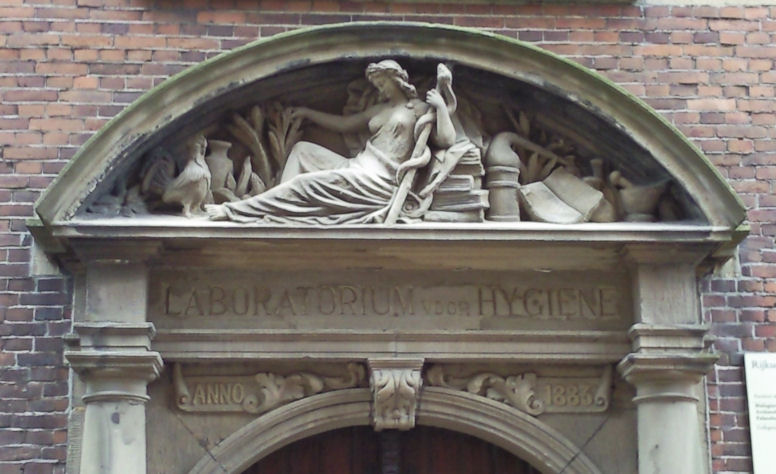
Hygieia in Groningen
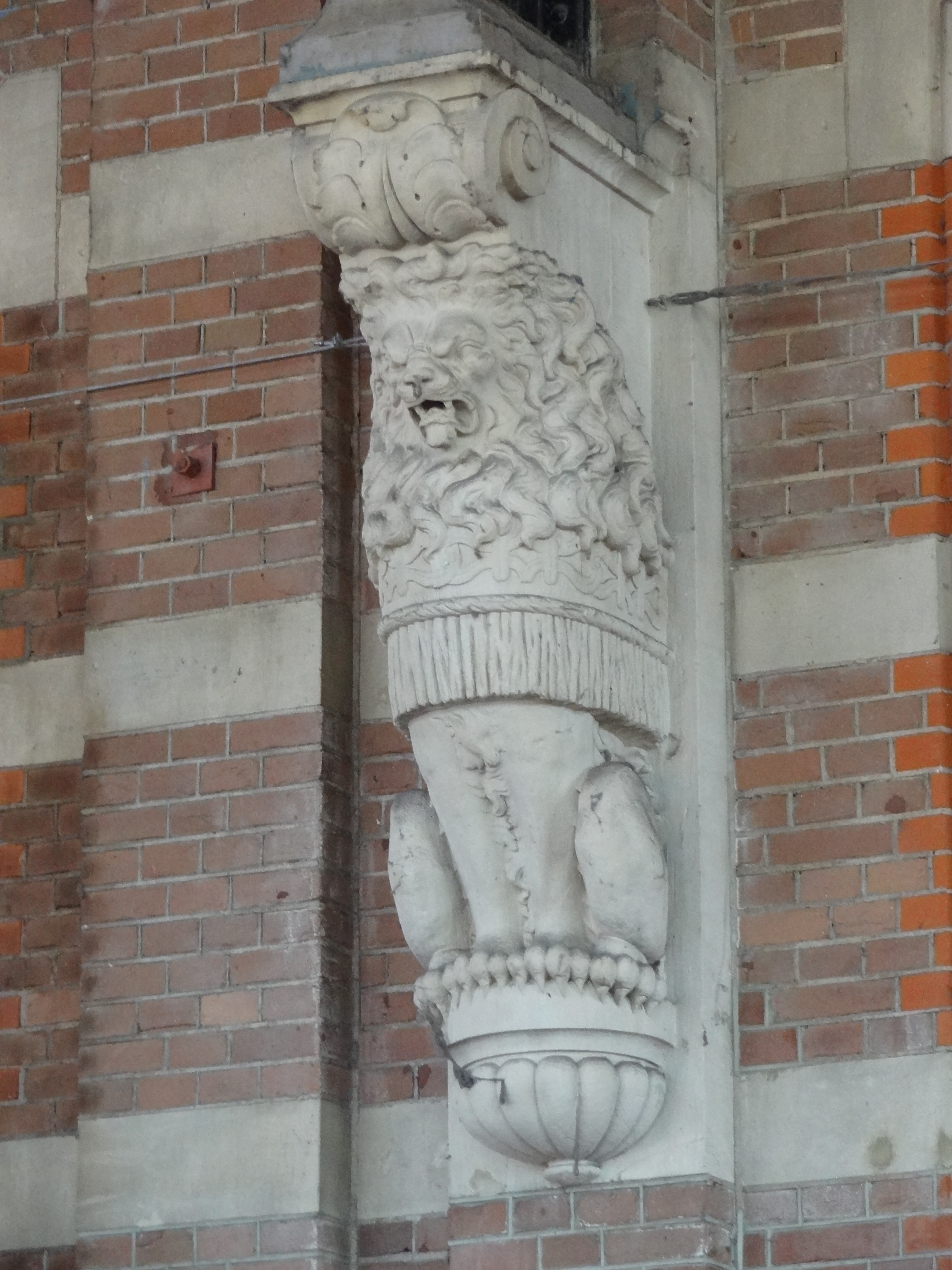
Leeuw in Nijmegen

- Biografisch Portaal: 19442504
- RKD-Nederlands Instituut voor Kunstgeschiedenis: 11529